# Romblonella
Romblonella (лат.) — род мелких муравьёв (Formicidae) из подсемейства Myrmicinae.

## Распространение
Юго-Восточная Азия. Австралия, Океания.

## Описание
Редкие и мелкие муравьи (длина около 2—4 мм). Характеризуется коренастым, твёрдым и компактным телом, толстыми проподеальными шипами, массивными петиолем и постпетиолем, а также брюшком, образованным в основном первым тергитом. Усики — 12-члениковые с 3-члениковой булавой. Представители рода внешне сходны с муравьями родов Leptothorax, Cardiocondyla и являются сестринским таксоном к Stereomyrmex.

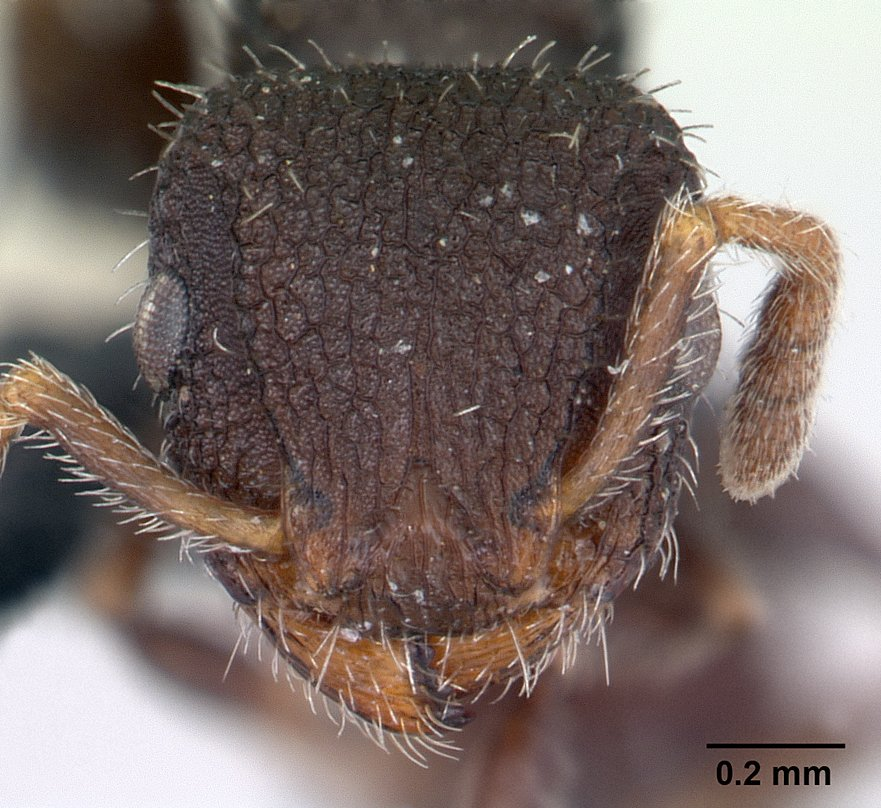
Romblonella opaca
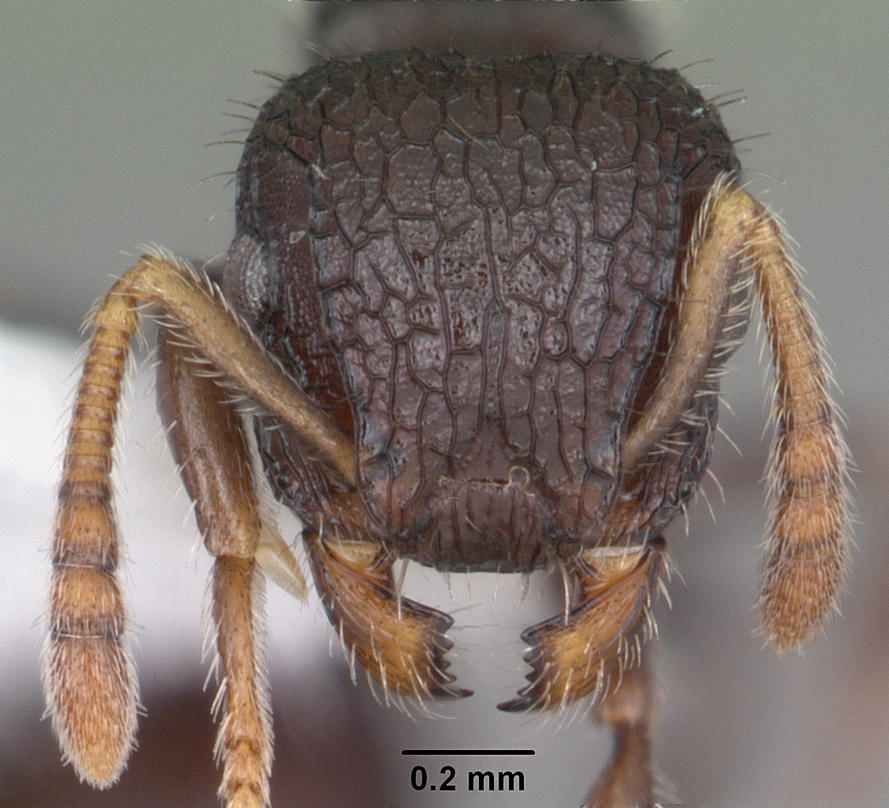
Romblonella scrobifera
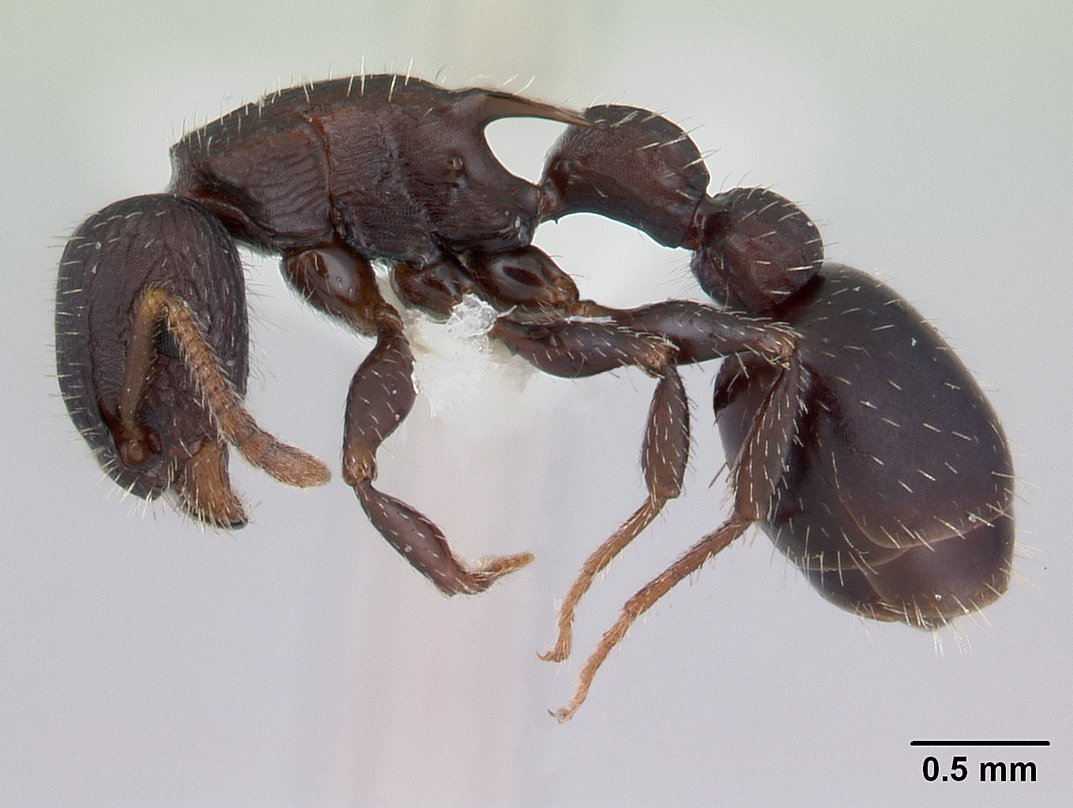
Romblonella palauensis
Romblonella opaca
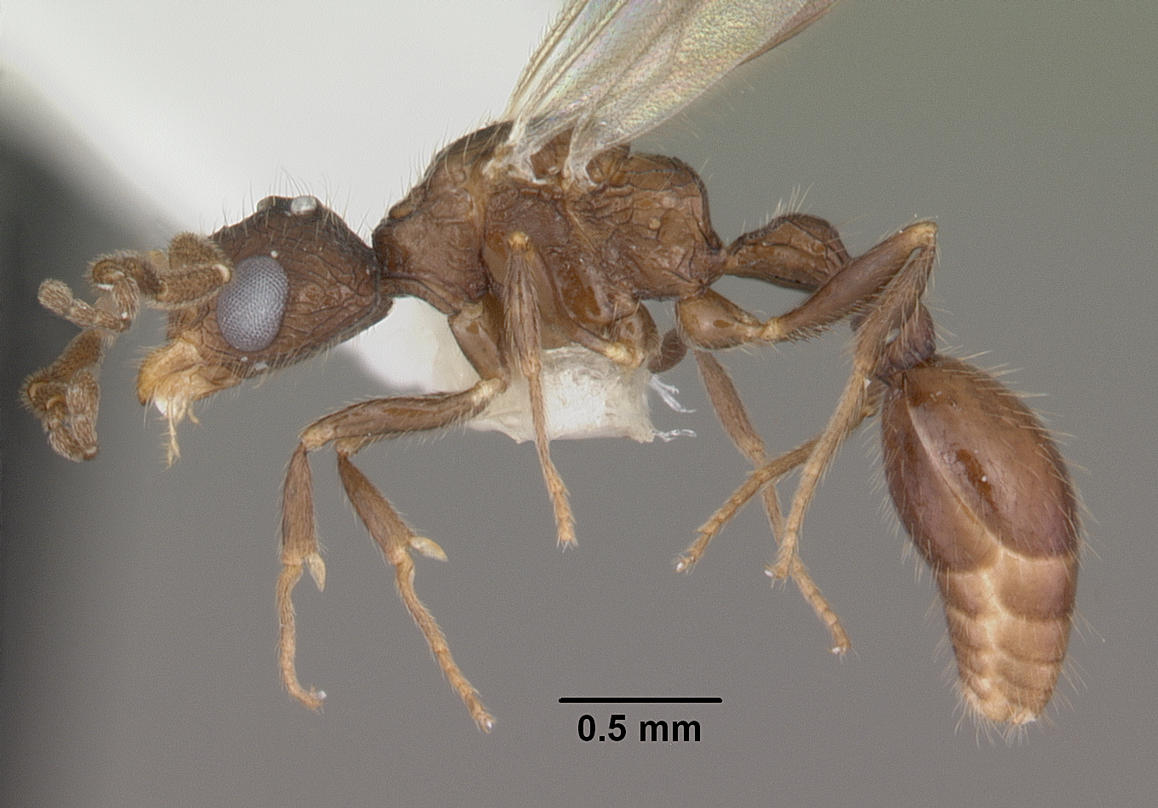
Самец Romblonella scrobifera
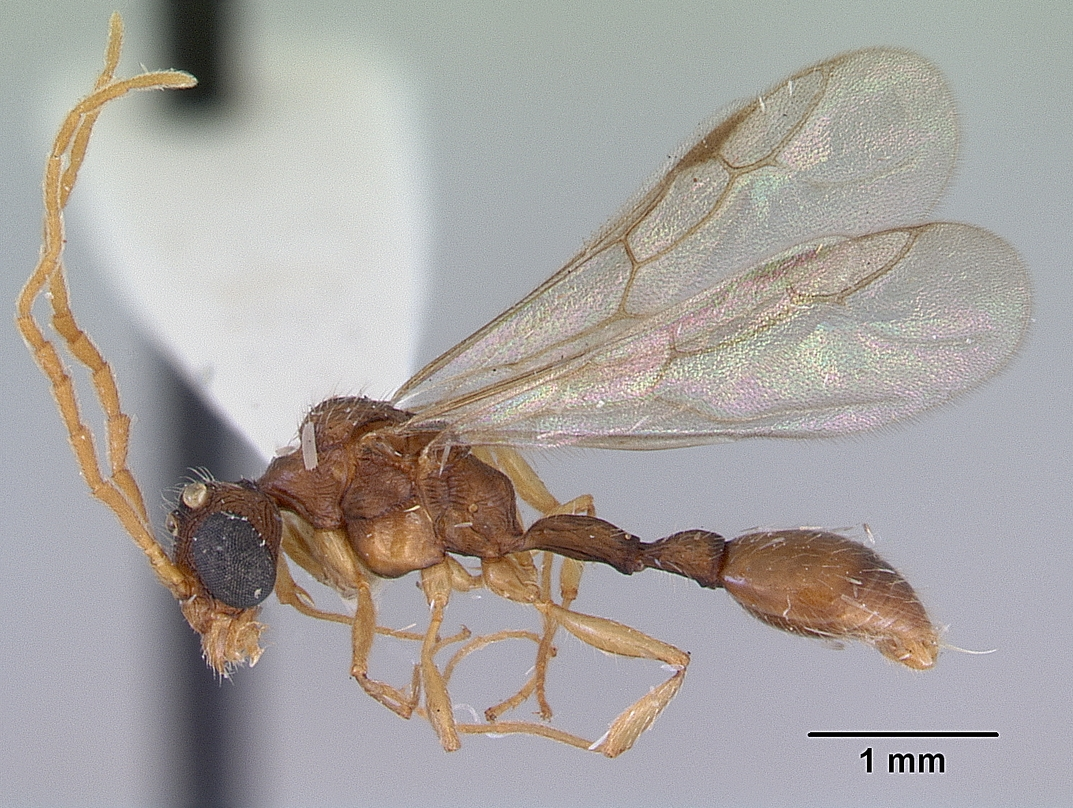
Самец Romblonella palauensis

## Систематика
Около 10 видов. Род относится к трибе Crematogastrini (первоначально их включали в Meranoplini, а затем в Leptothoracini и Formicoxenini) и назван по месту первого нахождения (остров Ромблон).
- Romblonella coryae General & Buenavente, 2015 — Филиппины[7]
- Romblonella elysii (Mann, 1919) — Малапина, Большой Нггела, Соломоновы Острова
- Romblonella heatwolei Taylor, 1991 — остров Уайер, Торресов пролив, Квинсленд, Австралия
- Romblonella liogaster (Santschi, 1928) — остров Вакая, Фиджи[8]
  - =Tetramorium scrobiferum var. liogaster Santschi, 1928[9]
  - =Romblonella vitiensis M. R. Smith, 1953
- Romblonella longinoi General, 2016 — остров Калимантан, Малайзия[10]
- Romblonella opaca (F. Smith, 1861) — Индонезия, Филиппины typus (=Romblonella grandinodis, Myrmica opaca)
- Romblonella palauensis M. R. Smith, 1953 — Аулуптагель, Уруктапал, Бабельтауб: Палау: Каролинские острова
- Romblonella scrobifera (Emery, 1897)[11] — Аитапе, провинция Манус, провинция Восточный Сепик, провинция Моробе, провинция Восточная Новая Британия (Новая Гвинея)
- Romblonella townesi M. R. Smith, 1953 — гора Лассо, остров Тиниан, Северные Марианские Острова
- Romblonella yapensis M. R. Smith, 1953 — остров Яп, Каролинские острова